# Víctor Erice
Víctor Erice Aras (Valle de Carranza, Vizcaya, 30 de junio de 1940) es un director de cine español.

## Biografía
Víctor Erice nació en el Valle de Carranza, Vizcaya, en 1940. Con pocos meses de edad se trasladó con su familia a San Sebastián, donde vivió hasta los diecisiete años. Tras acabar el bachillerato, se afincó en Madrid.

### Inicios (1961-1969)
Ya en Madrid, estudió Ciencias Políticas y Derecho en la Universidad Central y después entró a estudiar en el Instituto de investigaciones y experiencias cinematográficas (1961). Con sus primeros proyectos cinematográficos hace crítica de cine en publicaciones como Cuadernos de arte y pensamiento o Nuestro cine. También trabaja en diversos oficios cinematográficos, por ejemplo, de secretario de producción para Basilio Martín Patino en Tarde de domingo, guionista para Miguel Picazo en Oscuros sueños de agosto y Antonio Eceiza en El próximo otoño y como actor en Antoñito vuelve a casa, de Manuel Revuelta.
En 1963 se gradúa en el Instituto de investigaciones y experiencias cinematográficas con especialización en dirección. Su proyecto de fin de carrera, el mediometraje Los días perdidos, representa a la Escuela Cinematográfica Española en el XI Festival Cinematográfico de San Sebastián, durante los Encuentros Internacionales de escuelas de cine.

#### Los desafíos(1969)
En 1969 participa con un segmento en el largometraje colectivo Los desafíos, junto a Claudio Guerín y José Luis Egea, con participación de Rafael Azcona en el guion. Los tres directores habían sido escogidos por Elías Querejeta, productor de la película, como los más prometedores de los graduados en la Escuela de Cinematografía.
Los desafíos fue galardonada con la Concha de Plata del Festival de San Sebastián y ganó los premios a Mejor Actor y Mejor Guion del Círculo de Escritores Cinematográficos (C.E.C.).

### Largometrajes en solitario (1973-1993)

#### El espíritu de la colmena(1973)
En 1973 realiza su primera película en solitario, El espíritu de la colmena; inicialmente una película de terror de encargo, escrita junto al crítico y guionista Ángel Fernández-Santos. En un primer momento, Erice y Fernández-Santos acatan la idea y escriben un guion de género con influencias expresionistas, en blanco y negro, el cual requería de un mayor presupuesto para decorados. 
Debido a esta falta de medios, los dos aprovechan la ocasión para convertirla en una obra más personal y menos ceñida al fantástico. Apenas cinco páginas de argumento bastaron para convencer al productor Elías Querejeta del interés de la historia. El proyecto pasa a rodarse en color, también por necesidades comerciales, lo que supone para el director de fotografía Luis Cuadrado experimentar con una original serie de tonos color miel. El espíritu de la colmena fue protagonizada por Fernando Fernán Gómez y supuso el debut de la actriz Ana Torrent.
La película resultó ganadora en el festival cine de San Sebastián, recibió el Hugo de Plata en el festival de Chicago, el galardón a la mejor película de arte y ensayo del Festival de Turín y cinco premios, entre ellos el de Mejor Película y Mejor Director, del C.E.C. Después de estrenar su película, y tras un proyecto de diario cinematográfico que no llegó a materializarse por problemas económicos, Erice se dedicó un tiempo a la realización publicitaria y de programas, en ocasiones de manera anónima, en Televisión Española.
El espíritu de la colmena se reestrenó en 2004, en una versión restaurada y supervisada por el propio Erice.
Actualmente ocupa el puesto número 81 de “Las cien mejores películas de la historia” según la valoración de los críticos de la prestigiosa revista británica Sight & Sound (votación correspondiente al año 2012), siendo la primera película española que aparece en el ranking.

#### El sur(1983)
Más adelante conocerá a la escritora Adelaida García Morales, con la cual mantendrá una relación de pareja durante varios años, que en lo artístico dará como resultado El sur (1982), película basada en un relato de ésta publicado en la editorial Anagrama con Icíar Bollaín, Omero Antonutti y Rafaela Aparicio en los papeles principales.
El segundo largometraje de Erice no pudo filmarse en su totalidad debido a la interrupción del proyecto por parte del productor Elías Querejeta. Querejeta argumentó que con lo rodado existía material suficiente para una buena historia y, en poco tiempo, se preparó un montaje de la película.
El sur fue presentada con gran éxito en el festival de Cannes, donde fue nominada a la Palma de Oro a Mejor Película, y ganó varios premios en otros como el de Chicago (Hugo de Oro), Burdeos (premio a la mejor película), Sao Paulo y el C.E.C. (premio al mejor director). La buena acogida crítica de El Sur imposibilitó para siempre la posibilidad de completar el rodaje. Para Erice, los motivos de Querejeta fueron económicos y la obra debe considerarse como incompleta.
Tras la película, Erice baraja varios proyectos, incluyendo el cuento Bene, de Adelaida García Morales y, en 1990, una adaptación del relato de Jorge Luis Borges, La muerte y la brújula, finalmente adaptado por Carlos Saura. Con la pequeña productora El Silencio, hubo un proyecto de adaptación de El silencio de las sirenas, novela también de García Morales, cuya dirección abandonó tras varios avatares hasta que el proyecto fue cancelado. Asimismo, tampoco fructificó una película en tres partes sobre el cuadro Las Meninas, titulada El espejo de Velázquez.
Al no formalizarse ninguno de estos trabajos, vuelve a la dirección de televisión y publicidad. También dirige entonces el doblaje de la película El último emperador, de Bernardo Bertolucci.

#### El sol del membrillo(1992)
Su tercer largometraje es El sol del membrillo (1992), un retrato documental del pintor realista Antonio López. Los antecedentes de este trabajo se hallan en un proyecto de película documental de Erice sobre el cuadro Las Meninas, de Velázquez. A este proyecto dedicó Erice dos años de documentación y escritura de guion, pero, antes de poder terminarlo, otro director realizó una película de tema parecido y Erice desechó la idea. 
Tiempo después llegó a Erice un encargo de Televisión Española de una serie de cortometrajes documentales sobre el mundo de la pintura donde colaborarían realizadores y pintores, producido por Luis Eduardo Aute. Erice iba a encargarse del trabajo de Antonio López en un cuadro llamado La terraza de Lucio. Al final, el proyecto se frustró porque TVE solo pretendía encargarse de una parte minoritaria de su financiación. En todo caso, la relación con Antonio López se mantuvo. 
En el verano de 1990, acompaña al pintor en su trabajo de pintura de cuatro cuadros urbanos en Madrid, tomando notas y grabando en vídeo, con el propósito de realizar una película. Terminados estos proyectos, López comparte con Erice su deseo de pintar un membrillero en su jardín, y un sueño recurrente que tiene acerca de los árboles membrilleros. 
De esta conversación, surge el plan de rodaje de El sol del membrillo, que Erice prepara en apenas una semana, como proyecto en parte autoproducido, sin una sola línea de guion escrita, de presupuesto y equipo técnico limitados, pero ambicioso en lo artístico.
Esta película fue premiada en Cannes, Montevideo (Primer premio del jurado) y Chicago (Hugo de Oro). Asimismo, Erice recibió en 1993 el Premio Ondas a la categoría de mejor director por la película, que a lo largo de los años ha sido elegida varias veces como una de las mejores películas de la historia del cine.[cita requerida] En una encuesta encargada por la Cinemateca de Toronto a todas las filmotecas del mundo en el año 2000, fue elegida como la cinta más importante de su década.[cita requerida]
Veinticinco años después de su estreno, el festival de Cannes de 2017 reestrenó El sol del membrillo en su selección de cine clásico. Para la ocasión, Erice presentó una copia digitalizada y restaurada por la Filmoteca de Cataluña y supervisada por él mismo, en la que también incluyó ligeras variaciones de montaje.
En 1994, Erice recibe el encargo de Andrés Vicente Gómez para realizar La promesa de Shanghai. A esta obra, una adaptación de la novela El Embrujo de Shanghai de Juan Marsé, dedicó Erice tres años y hasta diez versiones del guion, que abordó primero en colaboración con el realizador Antonio Drove y finalmente en solitario. Su versión definitiva recibió no solo la aprobación sino el entusiasmo del novelista barcelonés. El proyecto, que contemplaba una duración de tres horas, no convenció al productor, que impuso un recorte de cuarenta minutos al texto. Erice aceptó y, con el visto bueno de la productora, se preparó en 1998 un plan de rodaje en el que se llegó a abordar al actor Fernando Fernán Gómez para uno de los papeles.
El proyecto, interrumpido de súbito por la productora en marzo de 1999, de nuevo por motivos de financiación, fue a parar a manos de Fernando Trueba, que realizó la película en 2002, y el guion de Erice (no utilizado por Trueba) finalmente encontró una salida editorial.

### Largometrajes colectivos, mediometrajes, cortometrajes (1995-2019)

#### Preguntas al atardecer(1995)
En 1996 participa en el largometraje colectivo Celebrate Cinema 101, producido en Japón por Miyaoka Hideyuki, con un corto documental rodado en vídeo de forma improvisada y titulado Preguntas al atardecer. En esta película aportan cortos también directores como Jonas Mekas, Marco Bellocchio, Robert Kramer, Kaname Oda y Aleksandr Sokúrov.
En 1998, Erice funda su propia productora, Nautilus Films, junto con la poetisa Isabel Escudero y el realizador y docente Ramón Cañelles. Bajo esta entidad llevará a cabo toda su obra posterior.

#### Alumbramiento(2002)
Su cortometraje Alumbramiento, con una duración de diez minutos, formó parte del proyecto titulado Ten minutes older: the trumpet, film colectivo producido por Nicholas McClintock y en el que intervienen otros doce cineastas (Jim Jarmusch, Aki Kaurismaki, Jean-Luc Godard, Bernardo Bertolucci, Wim Wenders o Chen Kaige, entre otros), cada uno de los cuales ha rodado un episodio de diez minutos. Esta obra no llegó a estrenarse en las salas españolas por problemas de distribución, pero pudo verse, junto al corto ruso de 1978 que dio origen al proyecto (Ten minutes older, de Herz Frank) en la gala de clausura de la Tercera edición del Festival Punto de Vista.

#### La Morte Rouge(2006) yCorrespondencias(2005-2007)
Con un equipo de producción limitado realiza La Morte Rouge, para la exposición que se dio en Barcelona Erice. Kiarostami. Correspondències al principio del año 2006, en la que intercambia diez videocartas con Abbas Kiarostami, realizadas entre 2005 y 2007. 
Para esta muestra también prepara los vídeos que grabó como acompañante de Antonio López en algunos de sus trabajos durante el verano de 1990. A este trabajó lo llamó "Apuntes", y según Erice, deben considerarse un prólogo a El sol del membrillo.
Por último, en el marco de esta muestra, Erice desarrolla una instalación de imágenes y audio titulada "Fragor del mundo, silencio de la pintura", su única incursión hasta el momento en este tipo de montajes artísticos.
La exposición se ha podido ver en Barcelona, Madrid, París, Melbourne, México, Buenos Aires (como parte de la muestra conjunta "Todas las cartas"), Seúl, Berlín o Estambul, se ha proyectado en más de 32 festivales en todo el mundo y ha inspirado otras correspondencias entre directores.

#### Memoria y sueño(2007 - en curso)
En 2007 anuncia que está realizando un nuevo proyecto, titulado Memoria y sueño, consistente en una serie documental sobre las películas que han influido en su vida. De los diez episodios de la serie, Erice ha proyectado en público uno sobre Roma, ciudad abierta de Roberto Rosselini, otro sobre L'espoir, la película de André Malraux rodada durante la guerra civil española, y otro sobre Le mepris, de Jean-Luc Godard, grabado en la isla de Capri. Otros capítulos estarán dedicados a Viaggio in Italia de Roberto Rosselini, en Nápoles y Kenji Mizoguchi, en Kioto.
Los dos primeros se mostraron por primera vez en un ciclo de cine sobre la guerra civil española en el British Film Institute de Londres, en julio de 2009. La primera proyección pública en España tuvo lugar en el Azkuna Zentroa de Bilbao en un ciclo dedicado a la filmografía de Erice, titulado "Víctor Erice. En el curso del tiempo", en los meses de junio y julio de 2015.
En 2008 participa en el documental Un lugar en el cine, de Alberto Morais, junto a Theo Angelopoulos, Tonino Guerra, Ninetto Davoli y Nico Naldini. Todos ellos tratan del compromiso y la resistencia de los realizadores europeos, con Pier Paolo Pasolini como ejemplo principal.
Víctor Erice ha sido miembro del jurado de la edición festival de Cannes de 2010, presidida por Tim Burton. En este mismo año se presenta la película documental París-Madrid, idas y vueltas, dirigida por Alain Bergala, sobre su trayectoria cinematográfica. Esta obra forma parte de la serie biográfica francesa Cineastas de nuestro tiempo.

#### Ana, tres minutos(2011)
En 2011 se anuncia la producción de un film colectivo dedicado a las víctimas del desastre de Fukushima de marzo de 2011. La película, titulada 3.11, a sense of home, producida por Naomi Kawase, incorpora un cortometraje de Víctor Erice de tres minutos, junto a otros de Ariel Rotter, Jia Zhangke, el tailandés Apichatpong Weerasethakul, y los japoneses Kaori Momoi y Toyoko Yamasaki. Los veintiún colaboradores de la película trabajaron de manera gratuita y la recaudación fue destinada a las víctimas de la catástrofe. El trabajo de Erice, titulado Ana, tres minutos, transcurre el día 6 de agosto de 2011 (66.º aniversario del lanzamiento de la primera bomba atómica) y lo protagoniza Ana Torrent. Este film se presentó por primera vez en el festival de cine de Nara, en un templo de Kioto y ha sido proyectado en más de veinte festivales en todo el planeta.

#### Cristales rotos(2012)
Con la celebración de la capitalidad europea de la ciudad de Guimarães en 2012, una serie de realizadores participan en una nueva película episódica con el título provisional de Histórias do Cinema. Erice dirige uno de los mediometrajes, en el que también colaboran Aki Kaurismäki y los portugueses Pedro Costa y Manoel de Oliveira. La cinta trata de "la cuestión central de la memoria histórica". Su episodio, titulado Cristales rotos, de media hora de duración, explora Rio Vizela, una de las mayores fábricas textiles de Europa, cerrada en 2002, y las vidas de los trabajadores que pasaron por ella. Los cuatro directores —Jean-Luc Godard quedó fuera al querer rodar en formato 3D, lo cual complicaba en exceso la producción— han cedido por cinco años los derechos de la película, al ser esta un proyecto cultural.
La película colectiva, finalmente titulada Centro histórico (contra la propuesta de Erice, que era Nubes de occidente), fue presentada en el Festival de Cine de Roma de 2012, y más adelante, en festivales de Róterdam, Buenos Aires, Tokio, Guadalajara (México), Edimburgo, Nueva York y Lima. El estreno oficial en España tuvo lugar en la Seminci de Valladolid de 2013.
En 2014, el Festival de Locarno premia en su 67 edición a Erice con el Leopardo a toda su carrera.
Erice participa en 2018 en la película documental Wiara del director polaco Michał Biegański, donde se reúnen entrevistas a varios realizadores, incluyendo también a Abel Ferrara, Pedro Costa, Carlos Reygadas, Apichatpong Weerasethakul y Tsai Ming-Liang. La película trata de la visión de estos autores sobre la trascendencia, el misticismo, la espiritualidad y la vida después de la muerte. Wiara se estrenó en el festival de cine experimental Station to Station de Tallin en mayo de 2018.

#### Plegaria(2018)
En 2018, Erice crea un cortometraje titulado Plegaria, basado en fotografías tomadas por él mismo a lo largo de los años en un mismo lugar.

#### Piedra y cielo(2019)
En 2019, y después de tres años de tanteo del proyecto, Erice rueda en Navarra Piedra y cielo, una videoinstalación producida por el museo de Bellas Artes de Bilbao en torno a la obra escultórica de Jorge de Oteiza y el arquitecto Luis Vallet de Montano en memoria del músico Aita Donostia ubicado en la cima del monte Agiña (Lesaka).
La obra consta de dos partes, tituladas 'Espacio Día' y 'Espacio Noche', de once y seis minutos de duración respectivamente. Las imágenes se acompañan de un tema musical de Aita Donostia,  Andante doloroso, interpretada por el pianista Josu Okiñena, así como de dos fragmentos de la poesía de Oteiza.
La obra se estrenó el 13 de noviembre de 2019 en el Museo de Bellas Artes de Bilbao.

### Regreso al largometraje

#### Cerrar los ojos(2023)
El 6 de julio de 2022 se confirmó que, treinta años después de El sol del membrillo, volvería a rodar un largometraje, titulado Cerrar los ojos.
La película se rodó en localidades de Granada, Almería, Asturias y Madrid, incluyendo el Museo del Prado, durante el otoño de 2022. La película cuenta con las interpretaciones de Manolo Solo, José Coronado, Ana Torrent (50 años después de El espíritu de la colmena), Juan Margallo (también actor en la ópera prima de Erice), María León, Petra Martínez, Soledad Villamil, Mario Pardo, Elena Miquel, y José María Pou.
La banda sonora del largometraje fue compuesta por el compositor argentino Federico Jusid. 
Cerrar los ojos se presentó, fuera de concurso, en el Festival de Cannes de 2023.

## Docencia y trabajo como crítico
Al margen de su trabajo como cineasta, Erice ha desarrollado una intensa actividad dentro de la crítica y la enseñanza de cine. 
Como crítico, en 1986, escribe junto a Jos Oliver el libro Nicholas Ray y su tiempo, editado por la Filmoteca Española, y es colaborador frecuente en la revista francesa Trafic.
En su labor docente, Erice ha dirigido cursos y seminarios tanto en España como en el extranjero, así como talleres prácticos para niños y adultos. A partir de 2014, formaliza su trabajo en la enseñanza como director de cursos para la asociación Rosebud Talleres de cine, con la que imparte clases de manera habitual.
En 2016, publicó un artículo en El País que tuvo gran repercusión. En él criticaba duramente a la novelista Elvira Navarro por su recreación de Adelaida García Morales (exmujer de Erice y autora de la obra literaria sobre la que rodó El Sur) en la novela Los últimos días de Adelaida García Morales (Random House, 2016). Esto originó un intenso debate sobre la legitimidad de esta obra y, en general, sobre los límites de la ficción.
En 2021 publicó Piedra y cielo. Jorge Oteiza, una evocación, un ensayo sobre su película de 2019 sobre el escultor vasco.

## Filmografía

### Largometrajes
- 1969: Los desafíos (codirigido junto a José Luis Egea y Claudio Guerín)
- 1973: El espíritu de la colmena
- 1983: El sur
- 1992: El sol del membrillo
- 2023: Cerrar los ojos

### Cortometrajes y segmentos en largometrajes colectivos
- 1961: Al final de la fiesta subieron a la terraza, cortometraje E. O. C. mudo, 4'.
- 1962: Entre las vías, cortometraje E. O. C. mudo, 9'.
- 1962: Páginas de un diario perdido, cortometraje E. O. C. mudo, 12'.
- 1963: Los días perdidos, mediometraje E. O. C. sonoro, 41'.
- 1968: Los desafíos, episodio 3 (codirectores: Claudio Guerín y José Luis Egea), 102'.
- 1996: Celebrate Cinema 101, episodio Preguntas al atardecer, 6'.
- 2002: Ten Minutes Older: The Trumpet, episodio Alumbramiento, 11'.
- 2003: Apuntes 1990-2003, vídeo, 28'.
- 2005 a 2007: Correspondencias (10 cartas con Abbas Kiarostami), vídeo 97'.
- 2006: La Morte Rouge, vídeo, 34'.
- 2011: 3.11 A Sense of Home, episodio Ana, tres minutos, 3'.
- 2012: Centro histórico, episodio Cristales rotos, 35'.
- 2018: Plegaria, vídeo, 5'. 30.
- 2019: Piedra y cielo, 17'.

### Obra serializada
- 2007-presente: Memoria y sueño.

1. Roma, ciudad abierta, 6'.
2. Sierra de Teruel, 19'.
3. Le mépris, 5'.

### Como guionista
- 1967: Oscuros sueños de agosto.
- 1967: El próximo otoño.
- 1998: La promesa de Shanghai.

### Como participante en películas ajenas
- 1998: Apuntes para un retrato, dirigida por Abel García Roure.
- 2007: Un lugar en el cine, dirigida por Alberto Morais.
- 2010: Víctor Erice: París-Madrid, idas y vueltas, dirigida por Alain Bergala.
- 2018: Wiara, dirigida por Michał Biegański.
- 2019: María Zambrano y el método de los claros, dirigida por José Manuel Mouriño.

## Obra ensayística
- 1986: Nicholas Ray y su tiempo, escrito con Jos Oliver.
- 2021: Piedra y cielo. Jorge Oteiza, una evocación.

## Premios y distinciones
Medallas del Círculo de Escritores Cinematográficos
| Año  | Categoría             | Película                  | Resultado |
| ---- | --------------------- | ------------------------- | --------- |
| 1969 | Mejor guion           | Los desafíos              | Ganador   |
| 1973 | Mejor director        | El espíritu de la colmena | Ganador   |
| 1984 | Mejor director        | El sur                    | Ganador   |
| 2001 | Mejor labor literaria | La promesa de Shanghai    | Ganador   |
| 2023 | Mejor director        | Cerrar los ojos           | Ganador   |
| 2023 | Mejor guion original  | Cerrar los ojos           | Ganador   |

Festival Internacional de Cine de Cannes
| Año  | Categoría            | Película             | Resultado |
| ---- | -------------------- | -------------------- | --------- |
| 1992 | Premio del Jurado    | El sol del membrillo | Ganador   |
| 1992 | Premio de la Crítica | El sol del membrillo | Ganador   |

Festival Internacional de Cine de San Sebastián
| Año  | Categoría                            | Película                  | Resultado |
| ---- | ------------------------------------ | ------------------------- | --------- |
| 1969 | Concha de Plata a la mejor dirección | Los desafíos              | Ganador   |
| 1973 | Concha de Oro                        | El espíritu de la colmena | Ganador   |

Premios de la Sociedad Internacional de Cinéfilos
| Año  | Categoría            | Película        | Resultado | Ref.   |
| ---- | -------------------- | --------------- | --------- | ------ |
| 2024 | Mejor película       | Cerrar los ojos | Pendiente | [ 28 ] |
| 2024 | Mejor director       | Cerrar los ojos | Pendiente | [ 28 ] |
| 2024 | Mejor guion original | Cerrar los ojos | Pendiente | [ 28 ] |

### Premios honoríficos
- Premio Nacional de Cinematografía (1993)
- Medalla de Oro al mérito en las Bellas Artes[29] (1995)
- Medalla de Honor de la Asociación Española de Historiadores del cine[30] (2012)
- Leopardo a toda su Carrera en el Festival de Locarno[31] (2014)
- Premio Donostia del Festival de San Sebastián (2023)[32]
- Premio Luis Buñuel en el Festival Internacional de Cine de Huesca (2024)[33]
- Medalla de la Filmoteca UCAM de México (2024)[34]

## Colaboradores habituales
| PELÍCULA                      | Los desafíos | El espíritu de la colmena | El sur | El sol del membrillo | Ten minutes older: the trumpet | La Morte Rouge | 3.11 A sense of Home: Ana, tres minutos | Centro Histórico: Cristales Rotos | Piedra y cielo | Cerrar los ojos |
| FOTOGRAFÍA                    |              |                           |        |                      |                                |                |                                         |                                   |                |                 |
| Luis Cuadrado                 | ✘            | ✘                         |        |                      |                                |                |                                         |                                   |                |                 |
| Ángel Luis Fernández          |              |                           |        | ✘                    | ✘                              |                |                                         |                                   |                |                 |
| Valentín Álvarez              |              |                           |        |                      |                                | ✘              | ✘                                       | ✘                                 | ✘              | ✘               |
| PRODUCCIÓN                    |              |                           |        |                      |                                |                |                                         |                                   |                |                 |
| Elías Querejeta               | ✘            | ✘                         | ✘      |                      |                                |                |                                         |                                   |                |                 |
| María Moreno PC               |              |                           |        | ✘                    |                                |                |                                         |                                   |                |                 |
| César Romero (ejecutivo)      |              |                           |        |                      |                                | ✘              | ✘                                       | ✘                                 |                |                 |
| Víctor Erice (Nautilus Films) |              |                           |        |                      |                                | ✘              |                                         | ✘                                 | ✘              | ✘               |
| DISEÑO DE PRODUCCIÓN          |              |                           |        |                      |                                |                |                                         |                                   |                |                 |
| Jaime Chávarri                | ✘            | ✘                         |        |                      |                                |                |                                         |                                   |                |                 |
| MÚSICA                        |              |                           |        |                      |                                |                |                                         |                                   |                |                 |
| Luis de Pablo                 | ✘            | ✘                         | ✘      |                      |                                |                |                                         |                                   |                |                 |
| Pascal Gaigne                 |              |                           |        | ✘                    |                                |                |                                         |                                   |                |                 |
| MONTAJE                       |              |                           |        |                      |                                |                |                                         |                                   |                |                 |
| Pablo González del Amo        | ✘            | ✘                         | ✘      |                      |                                |                |                                         |                                   |                |                 |